# Röd
Röd è l'ottavo album discografico in studio del gruppo musicale rock svedese Kent, pubblicato nel 2009.

## Tracce
Testi di Joakim Berg, musica di Joakim Berg e Martin Sköld.
1. 18:29-4 – 2:26
2. Taxmannen – 4:32
3. Krossa allt – 4:48
4. Hjärta – 5:30
5. Sjukhus – 6:16
6. Vals för Satan (Din vän pessimisten) – 6:47
7. Idioter – 4:12
8. Svarta linjer – 4:27
9. Ensamheten – 5:46
10. Töntarna – 4:37
11. Det finns inga ord – 6:59

## Formazione
- Joakim Berg - voce, chitarra
- Martin Sköld - basso, tastiere
- Sami Sirviö - chitarra, tastiere
- Markus Mustonen - batteria, cori, tastiere, piano